# Neobule
Neobule (en grec Νεοβούλη 'Neoboúlē', literalment "nova decisió" o "senyoreta inconstant") va ser una noia que apareix a la poesia d'Arquíloc (segle vii aC). El poeta deia haver estat compromès amb la noia (c. 660 aC) abans que el seu pare Licambes renegués i la casés amb algú altre. Els versos d'Arquíloc eren tan amargs que es deia que Neobule, el seu pare i les seves germanes es van penjar. Generalment es consideren aquests poemes com l'origen de la sàtira. Alguns erudits moderns creuen que Licambes, Neobule i les seves germanes no van ser, de fet, contemporanis del poeta sinó caràcters típics de tradició de la poesia iàmbica; altres sostenen que senzillament eren noms significatius aplicats a altres persones que va conèixer Arquíloc.